# 泽诺·科洛
泽诺·科洛（義大利語：Zeno Colò，1920年6月30日—1993年5月12日），意大利男子高山滑雪运动员。他曾代表意大利参加1948年和1952年冬季奥林匹克运动会高山滑雪比赛，其中1952年冬季奥运会获得一枚金牌。